# Поляроид

Изменение интенсивности светового потока в зависимости от взаимной ориентации двух линейных поляризаторов

Поляро́ид — разновидность оптических линейных поляризаторов, поляризующих светофильтров, один из типов поляризаторов.
Название «поляроид» является торговой маркой компании «Polaroid», светофильтры такого типа были разработаны сотрудниками компании во главе с Эдвином Гербертом Лэндом в первой половине 20-го века и продавались под этим названием. Со временем название «поляроид» стало нарицательным и теперь так называют любые поляризационные светофильтры толщина которых мала по сравнению с размером.
Такие светофильтры используются в основном в фотографической технике.

## История
Оригинальный материал запатентован в 1929 году и затем усовершеннствован в 1932 Эдвином Гербертом Лэндом. Он содержит множество микроскопических кристаллов герапатита в матрице из прозрачной полимерной плёнки из нитроцеллюлозы. В процессе производства игольчатые кристаллы упорядочиваются по направлению оптической оси параллельной некоторому направлению путём растягивания плёнки или применения электрических или магнитных полей. Поляроиды такого типа серийно изготавливается с 1935 года.

## Устройство
Поляроид представляет собой тонкую поляризующую плёнку, как правило, помещённую между двумя прозрачными плёнками или пластинками стекла для защиты от влаги и механических повреждений. Сама поляризационая плёнка обладает линейным дихроизмом (плеохроизмом) заключающихся в разной степени поглощения линейно поляризованные перпендикулярно друг к другу составляющие падающего на него света — обыкновенного и необыкновенного лучей, причём один из этих лучей поглощается поляризующёй плёнкой практически полностью. В результате поглощения неполяризованный (естественный) свет, проходя сквозь поляроид, превращается в плоскополяризированный.
Примером хорошего поляризатора являются монокристаллы минерала турмалина — уже при толщине кристалла турмалина около 1 мм в них практически полностью поглощается обыкновенный луч. Ещё сильнее поглощается один из лучей в кристаллах сульфата йодохинина (герапатит) — один из лучей практически полностью поглощается уже при толщине кристалла в 0,1 мм.
Аналогичными свойствами поляризации обладают молекулы некоторых органических полимеров, если их сориентировать в одном из направлений, например путём растяжения полимерной плёнки. В частности, этим свойством обладают плёнки из иодированного поливинилена.

## Применение
Плёнка Поляроид широко используется для разнообразных целей, например, чтобы устранить ослепляющее действие света на водителей автомобилей от фар встречных машин, для изготовления ЖК-экранов, очков для 3D-кино, устранения бликов и засветки неба при фотографировании и пр.